# Zlato Polje
Zlato Polje je naselje v Občini Lukovica.